# Dropt
A Dropt folyó Franciaország területén, a Garonne jobb oldali mellékfolyója.

## Földrajzi adatok
Dordogne megyében ered 185 méter magasan, és La Réole városkánál ömlik be a Garonne-ba. Hossza 132,4 km.Az átlagos vízhozama 6 m³ másodpercenként, vízgyűjtő területe 1 350 km².

## Megyék és városok a folyó mentén
- Dordogne: Monpazier, Eymet
- Lot-et-Garonne: Villeréal, Duras, Allemans-du-Dropt
- Gironde: Monségur, Gironde-sur-Dropt

Mellékfolyói a Dourdenne és  Vignague.